# Nocturne-Intermède no 2
Le Nocturne-Intermède no 2, aussi appelé Intermède Radiophonique II, est une œuvre pour piano de la compositrice française Claude Arrieu, composé en 1945.

## Contexte et création
Claude Arrieu compose son Nocturne-Intermède no 2 en 1945. L'œuvre est publiée chez Choudens la même année.